# Paul Hervieu
Pour les articles homonymes, voir Hervieu.
Paul Hervieu, né le 2 septembre 1857 à Neuilly-sur-Seine et mort le 25 octobre 1915 à Paris, est un romancier et auteur dramatique français.

## Biographie
Paul Hervieu naît le 2 septembre 1857 à Neuilly-sur-Seine.
Issu d'une famille bourgeoise, il se destine tout d’abord au barreau, devient avocat et fréquente un moment les milieux politiques. Il obtient en 1881 un poste d’attaché d’ambassade à Mexico, qu’il ne conserve pas longtemps. Intéressé surtout par la littérature, il se consacre principalement à l’écriture, tout en fréquentant des salons littéraires et mondains, tels ceux de Madame de Pierrebourg, qui fut sa maîtresse, et de Madame Émile Straus, où il côtoie des écrivains, Marcel Proust, Paul Bourget, Henri Meilhac, Ludovic Halévy, Guy de Maupassant ; des aristocrates, la Princesse Mathilde, le Prince Georges Bibesco ; des comédiens comme Réjane ou Lucien Guitry et des artistes comme Edgar Degas.
En 1883, commence sa longue amitié avec Octave Mirbeau, dont il devient le confident. Il collabore cette année-là, sous le pseudonyme de Liris, à l'éphémère revue que fonde son nouvel ami et à laquelle collaborent également Alfred Capus et Étienne Grosclaude, Les Grimaces, hebdomadaire satirique et de combat anti-opportuniste, mais aussi antisémite, destiné selon Mirbeau « à faire grimacer tout ce faux monde de brigands impunis de la finance ». Pourtant, à l'instar de Mirbeau, qui fera partie des intellectuels dreyfusistes les plus engagés, Hervieu sera dreyfusard, ce qui lui vaudra un échec lors de sa première candidature académique. Il cofonde avec Gustave de Malherbe la maison d'édition La Librairie moderne.

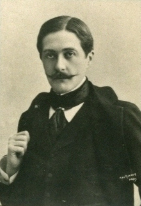
Paul Hervieu vers 1900.

Préoccupé par les problèmes sociaux de son époque, il les expose dans des romans psychologiques et mondains, à la manière de Paul Bourget, et dans des pièces de théâtre, volontiers moralisatrices. Voulant analyser rigoureusement une situation et en montrer les conséquences inéluctables, il met en scène des personnages qui se conduisent avec une logique extrême, sans la moindre humanité, attentifs uniquement au sentiment du devoir et aux conventions sociales. Cette rigidité amène à des dénouements dramatiques qui paraissent outranciers aujourd’hui. L'intrigue se déroule dans des milieux aristocratiques ou mondains : la femme adultère dans L'Énigme et dans Le Réveil, le remariage d’une femme divorcée dans Le Dédale, et le soin dû aux enfants, quelles qu’en soient les conséquences, dans La Course du flambeau.

« Je ne crois pas qu'il ait jamais un mot de pitié pour les souffrances physiques ou morales qu'il dépeint
avec une inflexible vigueur. [...] C'est par l'intensité seule de ses descriptions ou de ses analyses qu'il trahit son émotion et qu'il provoque la nôtre. Tel il était dans ses livres, tel il était aussi dans sa vie »

— Edmond Estève, Paul Hervieu, conteur, moraliste et dramaturge.

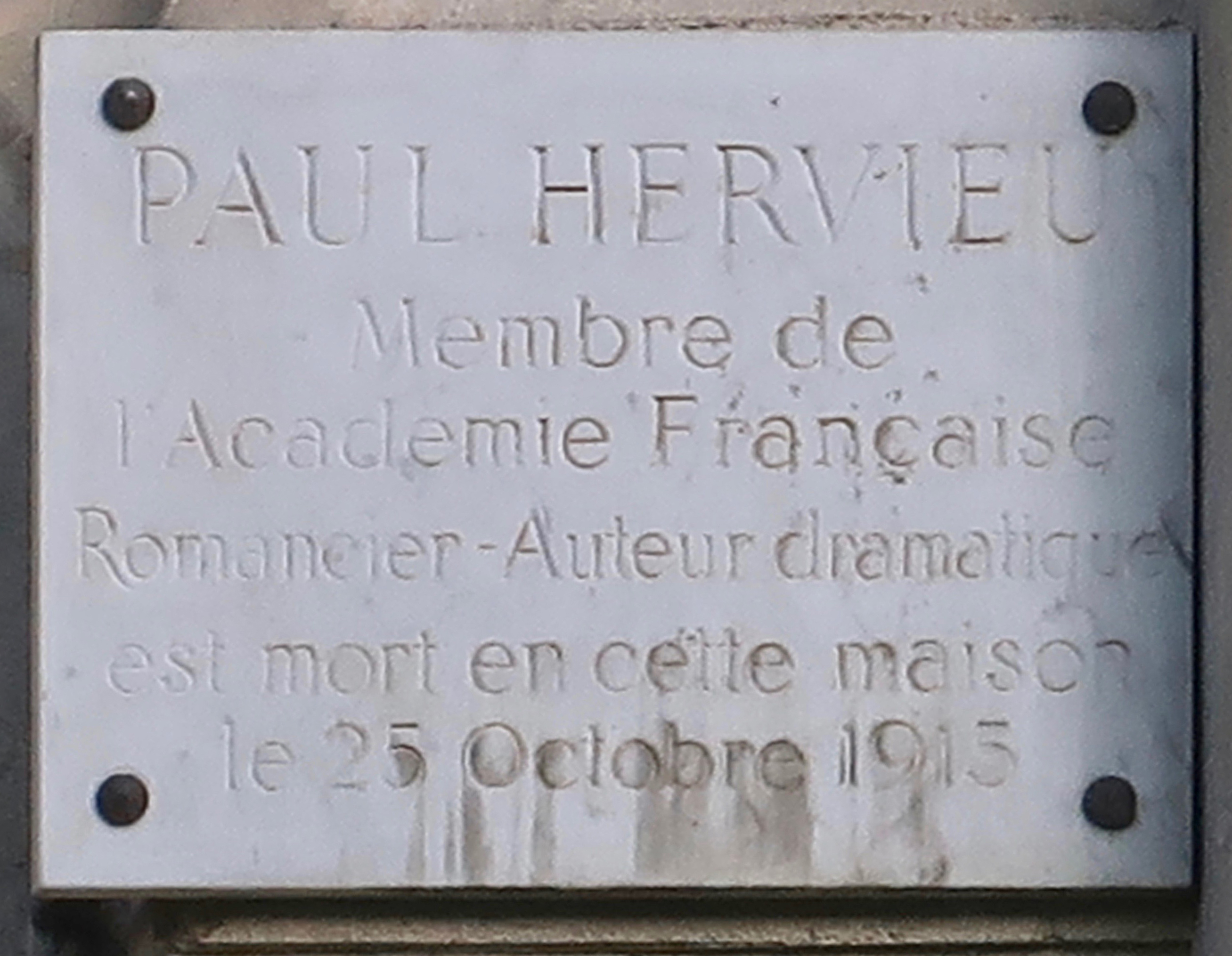
Plaque à son lieu de décès, no 7 avenue Foch (16e arrondissement de Paris).

Il succéda en 1900 à Édouard Pailleron au fauteuil 12 de l'Académie française. Edmond de Goncourt disait de lui : « Le petit Hervieu a une voix curieuse, c'est comme la voix lointaine d'un somnambule que son endormeur ferait parler. »
Paul Hervieu meurt le 25 octobre 1915 dans le 16e arrondissement de Paris. Il est inhumé au cimetière de Passy (division 15), à Paris auprès de sa compagne Mme de Pierrebourg, en littérature Claude Ferval.

## Œuvres

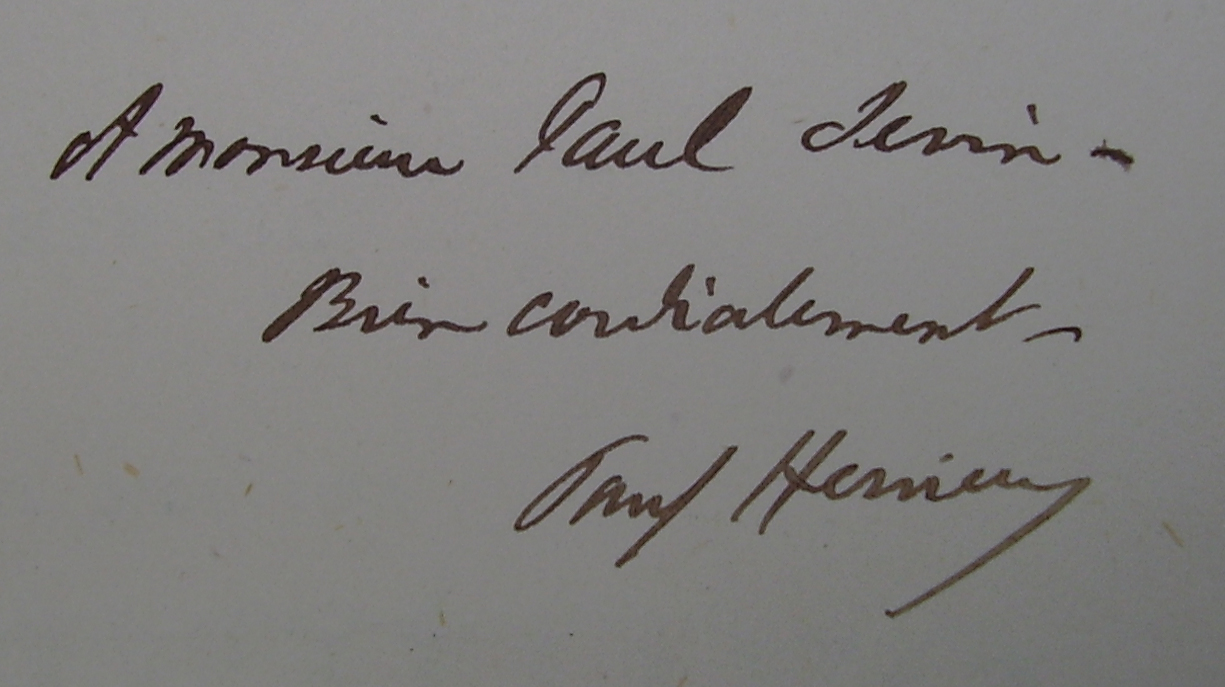
Envoi de Paul Hervieu

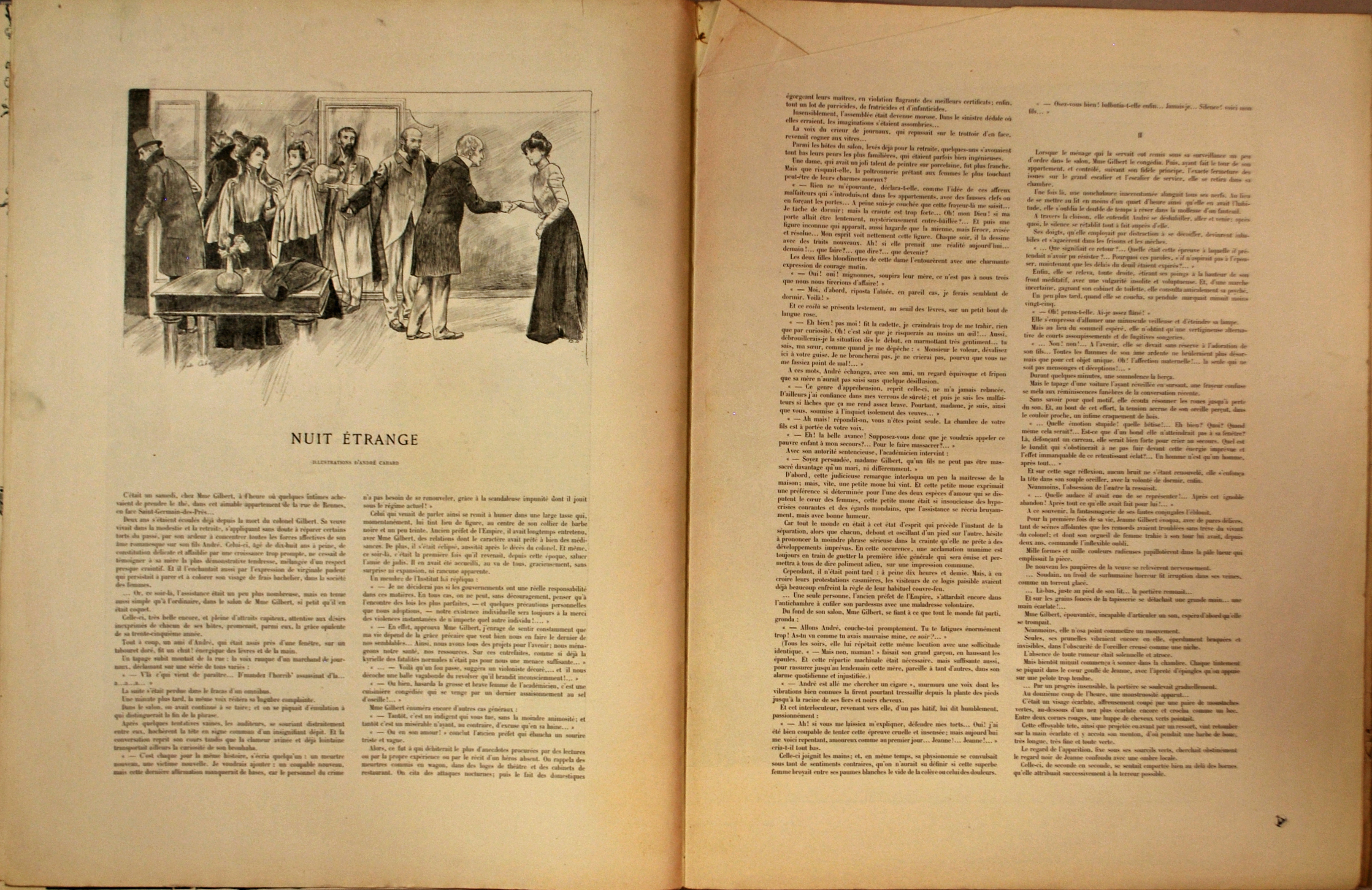
Nuit étrange

### Romans et nouvelles
- Diogène le Chien, nouvelles (1882) lire en ligne sur Gallica
- La Bêtise parisienne : Choses de l'amour, Insinuations psychologiques, Curieux usages, Croquis, du Costume féminin. (1882) Texte en ligne.
- Les Yeux verts et les yeux bleus, nouvelles (1886) Texte en ligne.
- L'Alpe homicide, nouvelles (1886).
- L'Inconnu (1887) Texte en ligne
- Deux Plaisanteries : Histoire d'un duel, Aux Affaires étrangères (1888).
- Flirt (1890) Texte en ligne.
- L'Exorcisée (1891), illustrations d'après les aquarelles de Antony Troncet[5].
- Peints par eux-mêmes, roman par lettres (1893) Texte en ligne.
- Œuvres : Diogène le Chien, l'Esquimau, Argile de femme, Une scène de collège, Krab, la Matrone adultère, Attentat à la pudeur, Guignol, Prologue de l'Incendie de Sodome, Peints par eux-mêmes (2 volumes, 1894-1898).
- L'Armature, roman (1895) Texte en ligne
- Le Petit Duc. Figures falotes et figures sombres (1896) Texte en ligne.
- Nuit étrange, 1900, Paris-Noël.
- « Adalbert et M. Beunasse »  (ill. J. Simont), L'Illustration,‎ décembre 1907, p. 28-29 (lire en ligne).
- Le Bienheureux du Val de Pralognan (1921).

### Théâtre
- Les paroles restent, comédie dramatique en trois actes, Paris, Théâtre du Vaudeville, 17 novembre 1892.
- Point de lendemain, adaptation en un acte et deux tableaux du conte de Vivant Denon, Paris, Cercle de l'Union artistique, 11 janvier 1890; Paris, Théâtre Parisien, 23 octobre 1895.
- Les Tenailles, pièce en 3 actes, Paris, Théâtre-Français, 28 septembre 1895.
- La Loi de l'homme, comédie en 3 actes, Paris, Comédie-Française, 15 février 1897.
- La Course du flambeau, comédie en 4 actes, Paris, Théâtre du Vaudeville, 17 avril 1901.
- L'Énigme, pièce en deux actes, Paris, Comédie-Française, 5 novembre 1901 Texte en ligne.
- Théroigne de Méricourt, pièce en 6 actes, Paris, Théâtre Sarah Bernhardt, 23 décembre 1902. Texte en ligne.
- Le Dédale, pièce en 5 actes, en prose, Paris, Théâtre-Français, 19 décembre 1903.
- Le Réveil, pièce en 3 actes, Paris, Comédie-Française, 18 décembre 1905 Texte en ligne.
- Modestie, comédie en un acte, Londres, mai 1908.; Paris, Comédie-Française, 5 avril 1909.
- Connais-toi, pièce en 3 actes, Paris, Comédie-Française, 29 mars 1909.
- Bagatelle, comédie en 3 actes, Paris, Comédie-Française, 28 octobre 1912.
- Le destin est maître, pièce en 2 actes, Paris, Théâtre de la Porte-Saint-Martin, 9 avril 1914.
- Théâtre : I. La Loi de l'homme. Les Tenailles. Les paroles restent. II. L'Énigme. Point de lendemain. La Course du flambeau ; III. Le Dédale. Théroigne de Méricourt. IV. Le Réveil. Modestie. Connais-toi (4 volumes, 1900-1909).